# Tales from the Realm of the Queen of Pentacles
Tales from the Realm of the Queen of Pentacles – ósmy studyjny album amerykańskiej piosenkarki Suzanne Vegi. 
Album został wydany przez własną wytwórnię Vegi, Amanuensis Productions, w Europie rozpowszechniany był w Cooking Vinyl, a w Ameryce Północnej przez wytwórnię Aimee Mann Superego.

## Lista utworów
| Nr  | Tytuł utworu                          | Długość |
| --- | ------------------------------------- | ------- |
| 1.  | „Crack in the Wall”                   | 4:23    |
| 2.  | „Fool's Complaint”                    | 2:39    |
| 3.  | „I Never Wear White”                  | 3:08    |
| 4.  | „Portrait of the Knight of Wands”     | 4:18    |
| 5.  | „Don't Uncork What You Can't Contain” | 3:31    |
| 6.  | „Jacob and the Angel”                 | 4:05    |
| 7.  | „Silver Bridge”                       | 3:47    |
| 8.  | „Song of the Stoic”                   | 4:05    |
| 9.  | „Laying on of Hands/Stoic 2”          | 3:52    |
| 10. | „Horizon (There is a Road)”           | 2:50    |
|     |                                       | 36:38   |